# Robert Newton Hall
Pour les articles homonymes, voir Robert Hall, Newton et Hall.
Robert Newton Hall  (26 juillet 1836 - 1er juillet 1907) fut un avocat, doyen et homme politique fédéral du Québec.

## Biographie
Né à La Prairie dans le Bas-Canada, il reçut un B.A. de l'Université du Vermont à Burlington. Nommé au Barreau du Bas-Canada en 1861, il pratique le droit à Sherbrooke. En 1880, il reçut un LL.D. de l'Université Bishop's et fut nommé au Conseil de la Reine la même année. Il servit également comme bâtonnier de la section Saint-François du Barreau du Québec de 1877 à 1881 et bâtonnier général du Québec en 1878-1879. Il fut aussi doyen de la faculté de droit de l'Université Bishop's. En 1873, il fut nommé directeur du gouvernement pour les chemins de fer du Canadian Pacific. Enfin, il fut aussi président de la Massawippi Railway et de la Compagnie de gas et d'eau de Sherbrooke, ainsi que directeur des Chemins de fer du Centre du Québec.
Élu député du Parti libéral-conservateur dans la circonscription fédérale de Ville de Sherbrooke en 1882, il fut réélu en 1887. Il ne se représenta pas en 1891.
Peu après, il fut nommé juge à la Cour de la Reine en 1892 et se retira en mars 1907 pour cause de maladie. Il mourut durant l'année alors qu'il voyageait en Angleterre.